# Hammoléheth
Hammoléheth est une fille de Machir et une sœur de Galaad. Elle a trois fils.

## Ascendance d'Hammoléheth
Hammoléheth est une sœur de Galaad fils de Machir.

## Descendance d'Hammoléheth
Hammoléheth a trois fils qui s'appellent Ishod, Abiézer et Mohola.